# 于冬
于冬（1971年1月8日—），男，汉族，北京人，北京电影学院管理系毕业，长江商学院工商管理硕士，现任博纳影业集团总裁。

## 生平
北京电影学院毕业后，1994-1999年间，于冬在北京电影制片厂工作；
1999-2000年，他在中国电影集团公司从事负责国产影片的发行工作；
1999年，他同几个事业上的伙伴创立了北京博纳文化交流有限公司，从事影片发行工作。第一部发行的作品为《说出你的秘密》，此后陆续参与承担了《我的兄弟姐妹》、《天脉传奇》等作品的成功发行；
2002年6月，由于他所创办的博纳公司对国产影片发行做出了突出贡献，所以博纳成为第一家获得电影发行经营许可证的民营公司；
2003年下半年，他向电影制作领域迈进走了关键一步：他领导的博纳公司与中国保利华亿传媒集团合作，双方重组为北京保利博纳有限公司，从事影片制作和发行；
2004年，他建立了为电影娱乐品牌广告行销的广告公司；
2005年，他又成立了演艺经纪公司和国际影院投资公司；
2010年12月9日，博纳影业总裁于冬敲响纳斯达克的开市钟，使得博纳影业成为中国第一家在美国成功上市的影视公司；

## 个人生活
于冬的前妻臧黎璐（1977年-）是南京人，比于冬小6岁，是博纳公司的联合创始人之一。2001年两人结婚，2002年7月25日，女儿出生；2007年1月8日，儿子出生。2010年9月两人协议离婚，两个孩子归女方抚养，男方支付女方数千万钱款。2011年，与女演员金巧巧 （1975年4月21日-）相恋，2013年奉子成婚，同年8月9日金巧巧生下女儿「小西瓜」，2017年生下儿子「小太阳」。2021年年中，与金巧巧离婚。

## 荣誉
- 2006年11月被《好莱坞报道》评为“最具影响力的亚洲电影制作人”
- 2008年获得“中国创意企业年度杰出人物”[4]
- 2012年被第十二届华语电影传媒大奖授予“百家传媒年度致敬电影人”

## 趣事
- 他当初报考电影学院并非出于个人兴趣而是觉得电影好玩。不过在电影学院看了两千多部电影后，使他对电影产生了浓厚的兴趣，于是毕业后便到北影厂做发行工作；
- 在电影学院读书时每逢大小晚会他都会说一段历史方面的评书，这源于他从小对历史、典故、戏曲以及成语故事的爱好与熟知，最佩服的历史人物是关云长和韩信；
- 他个人发展的人生目标是要做内地的江志强；
- 他最开心的事情就是当票房大卖后和那些影片的导演主创们一起喝酒；
- 他的另外一个职业理想就是要当北影管理系的教授，因为他想把他走过的路和做的事情讲给年轻的学生们，以便能让他们以后在人生的事业上少走弯路[5]。
- 2018年接受訪問時表示之後可能把博纳影业讓給職業經理人來做，而自己轉變為教師，因為是自己的理想，希望可以和學生分享職業的經驗和態度[6]。